# Osteoartroza
Osteoartróza ali samo artróza je degenerativna bolezen sklepov in pripadajočih struktur, mišic, sluznikov (burz), tetiv in veziva, ki jo spremljata bolečina in motena gibljivost. Kadar jo spremlja tudi vnetje, gre za osteoartrítis.

## Patogeneza
Gre za raznoliko in večvzročno bolezen sinovialnih sklepov, ki jo povzročajo mehanski, genetski, presnovni, travmatski ali biološki dejavniki, ki porušijo normalno ravnovesje razgradnje in sinteze sklepnega hrustanca in kosti pod njim. Posledica tega je napredujoča izguba morfologije in funkcije sklepnega hrustanca, skleroza kosti pod hrustancem ter tvorba subhondralnih cist (votline pod hrustancem) in osteofitov (kostni izrastki). Na koncu so prizadete vse ostale sklepne in obsklepne strukture: sinovialne membrane, fibrozne ovojnice ter obsklepne kite in mišice. Najpogosteje se pojavlja pri starostnikih; prizadeti sklepi so predvsem kolena, kolki in sklepi rok.

## Simptomi in znaki
Najočitnejši simptom pri osteoartritisu je običajno bolečina. Pogosto se pojavlja tudi okorelost prizadetih sklepov, in sicer zjutraj in po mirovanju. Bolniki pogosto opisujejo ostro ali pekočo bolečino v mišicah ali kitah ob sklepih. Bolečina se pogosto ojača ob vlažnem in mrzlem vremenu. V prizadetih sklepih se lahko pri premikanju oziroma tipanju sliši škrtanje (krepitacija), pojavljajo se lahko mišični krči in kontrakcije kit. V sklepu se lahko nabira tudi odvečna tekočina. Če so prizadeti sklepi prstnih členov, se lahko pojavijo Heberdenovi vozliči.

## Zdravljenje
Cilji zdravljenja so blaženje bolečin, ohranjanje gibljivosti sklepa ter izboljšanje njegove funkcionalnosti. Primarne oblike zdravljenja so rehabilitacija s fizikalno vadbo, ki povečajo moč, gibljivost in vzdržljivost prizadetega sklepa, ter uporaba medicinskih pripomočkov.
Medikamentozno zdravljenje predstavlja zlasti lajšanje bolečin s protibolečinskimi in protivnetnimi zdravili. Pri bolnikih, pri katerih konzervativne metode zdravljenja niso uspešne, pa pride v poštev kirurška nadomestitev prizadetega sklepa z umetnim. Za lajšanje bolečin se lahko daje paracetamol v odmerku do 1 grama štirikrat dnevno. Včasih so potrebna zdravila z močnejšim protibolečinskim delovanjem; uporabljajo se različna nesteroidna protivnetna zdravila, vključno z zaviralci COX-2. Za še učinkovitejše blaženje bolečin se lahko nesteroidna protivnetna zdravila kombinirajo z močnimi analgetiki, npr. tramadolom ali opioidi. Lokalno, z injiciranjem v sklep, se uporabljajo kortikosteroidi in pripravki s hialuronsko kislino. Kortikosteroidi se lahko uporabijo največ 4-krat letno, njihova peroralna uporaba pa nima učinka. Zdravljenje s pripravki s hialuronsko kislino običajno poteka z 3 do 5 tedenskimi injekcijami. Tudi uživanje glukozamina ali hondroitin sulfata naj bi imelo blagodejni učinek na bolečino in napredovanje bolezni.